# Campeonato Mundial de Halterofilismo de 2019 - Até 87 kg feminino
A categoria até 87 kg feminino foi um evento do Campeonato Mundial de Halterofilismo de 2019, disputado no Centro Nacional de Treinamento Esportivo Oriental, em Pattaya, na Tailândia, entre 24 a 26 de setembro de 2019. 

## Calendário
Horário local (UTC+7)
| Dia                 | Horário | Fase    |
| ------------------- | ------- | ------- |
| 24 de setembro 2019 | 22:30   | Grupo C |
| 25 de setembro      | 14:25   | Grupo B |
| 26 de setembro      | 20:25   | Grupo A |

## Medalhistas
| Evento    | Ouro              | Ouro   | Prata           | Prata  | Bronze               | Bronze |
| --------- | ----------------- | ------ | --------------- | ------ | -------------------- | ------ |
| Arranque  | Wang Zhouyu (CHN) | 120 kg | Kim Un-ju (PRK) | 115 kg | Naryury Pérez (VEN)  | 110 kg |
| Arremesso | Wang Zhouyu (CHN) | 158 kg | Kim Un-ju (PRK) | 154 kg | Tamara Salazar (ECU) | 144 kg |
| Total     | Wang Zhouyu (CHN) | 278 kg | Kim Un-ju (PRK) | 269 kg | Tamara Salazar (ECU) | 252 kg |

## Recordes
Antes desta competição, o recorde mundial da prova era o seguinte:
| Recorde         | Tipo      | Atleta         | Peso   | Local | Data                  |
| Recorde Mundial | Arranque  | Padrão mundial | 132 kg |       | 1 de novembro de 2018 |
| Recorde Mundial | Arremesso | Padrão mundial | 164 kg |       | 1 de novembro de 2018 |
| Recorde Mundial | Total     | Padrão mundial | 294 kg |       | 1 de novembro de 2018 |

## Resultado
Os resultados foram os seguintes. 
| Pos.              | Atleta                         | Grupo | Arranque (kg) | Arranque (kg) | Arranque (kg) | Arranque (kg)     | Arremesso (kg) | Arremesso (kg) | Arremesso (kg) | Arremesso (kg)    | Total |
| Pos.              | Atleta                         | Grupo | 1             | 2             | 3             | Resultado         | 1              | 2              | 3              | Resultado         | Total |
| ----------------- | ------------------------------ | ----- | ------------- | ------------- | ------------- | ----------------- | -------------- | -------------- | -------------- | ----------------- | ----- |
| Medalha de ouro   | Wang Zhouyu (CHN)              | A     | 116           | 120           | 125           | Medalha de ouro   | 147            | 153            | 158            | Medalha de ouro   | 278   |
| Medalha de prata  | Kim Un-ju (PRK)                | A     | 110           | 115           | 117           | Medalha de prata  | 148            | 154            | 159            | Medalha de prata  | 269   |
| Medalha de bronze | Tamara Salazar (ECU)           | A     | 105           | 108           | 111           | 4                 | 140            | 144            | 147            | Medalha de bronze | 252   |
| 4                 | María Fernanda Valdés (CHI)    | A     | 108           | 108           | 111           | 5                 | 138            | 143            | —              | 4                 | 251   |
| 5                 | Naryury Pérez (VEN)            | A     | 107           | 110           | 111           | Medalha de bronze | 135            | 140            | 143            | 5                 | 250   |
| 6                 | Jaqueline Ferreira (BRA)       | B     | 102           | 105           | 107           | 6                 | 122            | 128            | 132            | 7                 | 235   |
| 7                 | Jang Hyeon-ju (KOR)            | B     | 97            | 100           | 102           | 10                | 124            | 128            | 130            | 6                 | 230   |
| 8                 | Elena Cîlcic (MDA)             | B     | 93            | 97            | 100           | 11                | 119            | 125            | 129            | 8                 | 225   |
| 9                 | Mami Shimamoto (JPN)           | A     | 100           | 103           | 103           | 12                | 122            | 122            | 122            | 10                | 222   |
| 10                | Sarah Fischer (AUT)            | A     | 97            | 102           | 102           | 14                | 125            | 125            | 130            | 9                 | 222   |
| 11                | Clementine Meukeugni (CMR)     | C     | 95            | 100           | 100           | 9                 | 115            | 120            | 120            | 12                | 220   |
| 12                | Louise Vennekilde (DEN)        | B     | 94            | 97            | 98            | 13                | 118            | 121            | 121            | 14                | 216   |
| 13                | Tuğçe Boynueğri (TUR)          | A     | 95            | 98            | 101           | 8                 | 115            | 118            | 118            | 17                | 216   |
| 14                | Aýsoltan Toýçyýewa (TKM)       | B     | 92            | 94            | 96            | 15                | 118            | 121            | 121            | 15                | 214   |
| 15                | Erdenebatyn Bilegsaikhan (MGL) | C     | 90            | 93            | 95            | 16                | 111            | 115            | 118            | 16                | 210   |
| 16                | Dolera Davronova (UZB)         | A     | 90            | 90            | 90            | 19                | 120            | 124            | 124            | 13                | 210   |
| 17                | Kinga Kaczmarczyk (POL)        | C     | 85            | 88            | 90            | 21                | 115            | 119            | 120            | 11                | 208   |
| 18                | Crismery Santana (DOM)         | B     | 94            | —             | —             | 17                | 112            | —              | —              | 19                | 206   |
| 19                | Keyshla Rodríguez (PUR)        | C     | 83            | 88            | 92            | 18                | 108            | 108            | 112            | 18                | 204   |
| 20                | Viktória Boros (HUN)           | C     | 82            | 86            | 89            | 20                | 102            | 106            | 110            | 21                | 199   |
| 21                | Parisa Jahanfekrian (IRI)      | C     | 82            | 87            | 91            | 22                | 104            | 111            | 116            | 20                | 198   |
| 22                | Tereza Králová (CZE)           | C     | 75            | 75            | 80            | 23                | 90             | 95             | 100            | 22                | 175   |
| —                 | Lo Ying-yuan (TPE)             | A     | 101           | 106           | 109           | 7                 | —              | —              | —              | —                 | —     |
| —                 | Imari Morishita (JPN)          | B     | 90            | 90            | 90            | —                 | —              | —              | —              | —                 | —     |